# Domingos Lopes Rosa
Domingos Lopes Rosa (n. Lisboa), foi um tipógrafo e jornalista português.
Foi um dos editores do primeiro jornal que existiu em Portugal, em 1642, na chamada Gazeta da Restauração.

## Biografia
Domingos Lopes Rosa era filho de Simão Lopes (Rosa) e de sua mulher Eulália Antunes.
Era cristão-velho, mesmo assim, quando tinha a idade de 40 anos, foi acusado de "impressão de carta sem licença do Santo Ofício" e sentenciado pelo auto-de-fé de 13 de Abril de 1647 com a suspensão por um ano, do exercício de seu ofício de impressor, além de condenado a pagar 20 cruzados para despesas dos papéis impressos queimados e pagamento de custas. Foi preso a 27 de Março de 1647.
Impressor de Lisboa, iniciou a sua actividade em 1641 e retirou-se em 1659.

## Livros impressos na tipografia de Domingos Lopes Rosa
A 19 de Janeiro de 1639, teve Alvará, por 10 anos, para a impressão é venda dum Manual de Orações. Teve mercê, pelo mesmo período, por Alvarás de 14 de Janeiro de 1641, para a impressão e venda do Flor Sanctorum, de Frei Diogo do Rosário (Cf. Documentos para a História da Tipografia Portuguesa nos séculos XVI e XVII, I, p. 66).
- Gazeta, em que se relatam as novas todas, que ouve nesta corte, e que vieram de várias partes no mês de novembro de 1641[5]
- Relaçam das festas, que a notavel villa de Viana fez, na entrada, & recebimento da sagrada reliquia do glorioso Sancto Theotonio primeiro Prior do Real Mosteiro de Sta. Cruz de Coimbra dos Conegos Regulares de Santo Augustinho, no seu mosteiro, que os mesmos Conegos de novo lhe edificaraõ na mesma villa de Viana : Celebradas em sinco, seis, sete, oito de Agosto de 1642. annos : Offerecida, e dedicada ao mesmo Santo por hum devoto seu (1643)[6]
- Theatro da mayor façanha e gloria portugueza (1642)[7]
- Villancicos, que se cantaram na Sancta Sé desta cidade de Lisboa, nas Matinas da noite do Natal deste anno de 1644[8]
- Sermam, que pregou o P. M. Fr. Phillippe Moreira ... no auto da fé, que se celebrou no Terreiro do Paço desta cidade de Lisboa em 25. de Junho do anno de 1645. Presentes suas Magestades ... D. Joaõ o IV. & D. Luiza Francisca de Gusmaõ & suas Altezas o Serenissimo Principe D. Theodosio, & Serenissimas Senhoras Infantas (1645)[9]
- Sermam qve pregou o Padre Frey Manoel das Chagas religioso da Sagrada Ordem de N. S. do Carmo no seu Convento em o dia da acclamação de S. Magestade, por Rey, & Restauração do Reyno 1 de Dezembro do anno de 1646 (...) (1647)[10]
- Sermão do Apostolo S. Thome que fes em sua Igreia e dia estando o Santissimo Sacramento exposto o P. Mestre Hieronymo Ribeiro da Companhia de Iesus (1648)[11]